# 东便门站
东便门站，位于今北京市东城区内城东南角楼西南侧，北京明城墙遗址公园内，1959年拆除。

## 简介
东便门站是京奉铁路及北京环城铁路的车站。1900年末，开工建设京奉铁路，起点是正阳门东站，第二站便是东便门站”。1901年，京奉铁路永定门站至正阳门东站段通车，东便门站投入使用。
1915年6月16日，北京开始兴建环城铁路，自西直门站经德胜门站、安定门站、东直门站、朝阳门站至东便门站沟通京奉铁路，终点是正阳门东站。1916年1月1日，环城铁路全线建成通车。

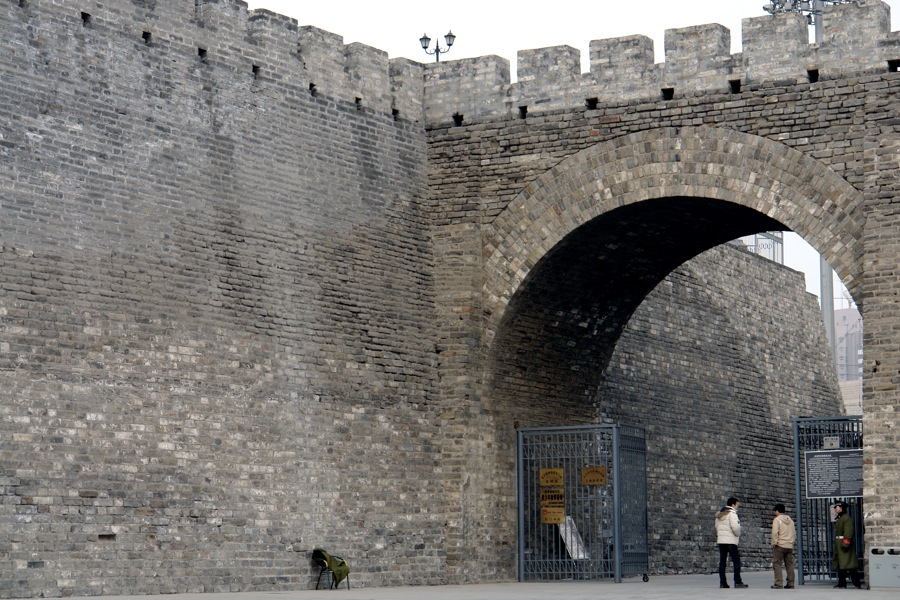
中华民国初年，1915年修建京师环城铁路，拆断了内城东南角楼附近的城墙和敌台。这是当年京师环城铁路穿过内城南城墙处的券洞，位于内城东南角楼以西

东便门站位于北京内城东南角楼西南侧，北京内城城墙南侧，护城河以北。初期建有站房、跨铁路天桥等设施。1915年建环城铁路时，在北京内城东南角楼北侧的内城东墙和西侧的内城南墙上各开了一个券洞，并在两个券洞之间的内侧砌筑高墙，从而使环城铁路避开了北京内城东南角楼。这是历史上第一次在北京内城城墙上开券洞。其中，内城东南角楼西侧的内城南墙上的券洞保留至今，位于东便门站北侧。
1954年7月，北京铁路管理局根据北京市人民政府的城市建设总体规划，计划封闭北京环城铁路的德胜门站、安定门站、东直门站、朝阳门站，以便减少环城铁路对北京城市地面交通的影响。1958年开始，西直门站至广安门站的铁路联络线停用，并改建北京环城铁路，拆除了从西直门站经德胜门站、安定门站、东直门站至朝阳门的铁路。1959年北京站建成后，朝阳门站至东便门站间的铁路也被拆除。
东便门站西端的号志房1901年与该站同建，保存至今，现位于北京明城墙遗址公园内。东便门站东端原先有岔房，旧址位于今北京二环路东便门桥处。